# Duchessa di Calabria
Duchessa di Calabria era il tradizionale titolo della moglie dell'erede al trono del Regno di Napoli dopo l'ascesa di Roberto I di Napoli. Fu inoltre adottato dai capi di certe casate che un tempo rivendicarono il Regno di Napoli in sostituzione del titolo reale.
È il titolo per la moglie del capo della Casata di Borbone-Due Sicilie.

## Duchesse di Calabria

### Casata Capetingia d'Angiò
| Immagine | Nome               | Padre                                  | Nascita      | Matrimonio        | Divenne Duchessa  | Cessò di essere Duchessa                          | Morte             | Marito  |
| -------- | ------------------ | -------------------------------------- | ------------ | ----------------- | ----------------- | ------------------------------------------------- | ----------------- | ------- |
|          | Yolanda d'Aragona  | Pietro III di Aragona (Barcellona)     | 1285         | 23 marzo 1297     | 23 marzo 1297     | 19 agosto 1302                                    | 19 agosto 1302    | Roberto |
|          | Sancha di Majorca  | Giacomo II di Maiorca (Barcellona)     | 1285         | 20 settembre 1304 | 20 settembre 1304 | 5 maggio 1309 divenne Regina                      | 28 luglio 1345    | Roberto |
|          | Caterina d'Austria | Alberto I di Germania (Asburgo)        | ottobre 1295 | 23 giugno 1316    | 23 giugno 1316    | 18 gennaio 1323                                   | 18 gennaio 1323   | Carlo   |
|          | Maria di Valois    | Carlo, Conte de Valois (Valois)        | 1309         | maggio 1324       | maggio 1324       | 9 novembre 1328 morte del marito                  | 28 ottobre 1331/2 | Carlo   |
|          | Giovanna suo jure  | Carlo, Duca di Calabria (Angiò-Napoli) | 1328         | 26 settembre 1333 | 26 settembre 1333 | 20 gennaio 1343 la coppia ascese come Re e Regina | 22 maggio 1382    | Andrea  |

### Valois-Angiò
| Immagine | Nome                         | Padre                                     | Nascita                       | Matrimonio          | Divenne Duchessa                   | Cessò di essere Duchessa               | Morte             | Marito            |
| -------- | ---------------------------- | ----------------------------------------- | ----------------------------- | ------------------- | ---------------------------------- | -------------------------------------- | ----------------- | ----------------- |
|          | Maria di Blois-Châtillon     | Carlo, duca di Bretagna (Blois-Châtillon) | 1343/5                        | 9 luglio 1360       | 29 giugno 1380 ascesa del marito   | 12 maggio 1382 divenne Titolare Regina | 12 novembre 1404  | Luigi I d'Angiò   |
|          | Margherita di Savoia         | Amedeo VIII di Savoia (Savoia)            | decennio 1410 o 7 agosto 1420 | 1424/31 agosto 1432 | 1424/31 agosto 1432                | 12 novembre 1434 morte del marito      | 30 settembre 1479 | Luigi III d'Angiò |
|          | Isabella, Duchessa di Lorena | Carlo II, duca di Lorena (Lorena)         | 1400                          | 24 ottobre 1420     | 12 novembre 1434 ascesa del marito | 2 febbraio 1435 divenne Regina         | 28 febbraio 1453  | Renato d'Angiò    |

Dopo il 1442, gli Angioini cessarono di governare Napoli e Renato fu l'ultimo Angioino a detenere e poi rivendicare il titolo di Re. Tutti i suoi successori in qualità di pretendenti userono il titolo Duca di Calabria nel corso della loro vita e mai la pretesa di utilizzare il titolo di Re di Napoli, a differenza dei primi pretendenti Angioini.
| Immagine | Nome                              | Padre                                                      | Nascita          | Matrimonio        | Divenne Duchessa                   | Cessò di essere Duchessa               | Morte            | Marito                       |
| -------- | --------------------------------- | ---------------------------------------------------------- | ---------------- | ----------------- | ---------------------------------- | -------------------------------------- | ---------------- | ---------------------------- |
|          | Maria di Borbone                  | Carlo I, duca di Borbone (Borbone)                         | 1428             | 1444              | 1444                               | 7 luglio 1448                          | 7 luglio 1448    | Giovanni II, duca di Lorena  |
|          | Giovanna di Lorena                | Federico II, conte di Vaudémont (Lorena)                   | 1458             | 21 gennaio 1474   | 21 gennaio 1474                    | 25 gennaio 1480                        | 25 gennaio 1480  | Carlo V d'Angiò              |
|          | Giovanna, contessa di Tancarville | Guglielmo, conte di Tancarville (Harcourt)                 | -                | 9 settembre 1471  | 24 luglio 1473 ascesa del marito   | 1485 matrimonio annullato              | 8 novembre 1488  | Renato II, duca di Lorena    |
|          | Filippina di Gheldria             | Adolfo, duca di Gheldria (Egmond)                          | 9 novembre 1467  | 1º settembre 1485 | 1º settembre 1485                  | 10 dicembre 1508 morte del marito      | 26 febbraio 1547 | Renato II, duca di Lorena    |
|          | Renata di Borbone-Montpensier     | Gilberto, conte di Montpensier (Borbone-Montpensier)       | 1494             | 26 giugno 1515    | 26 giugno 1515                     | 26 maggio 1539                         | 26 maggio 1539   | Antonio, duca di Lorena      |
|          | Cristina di Danimarca             | Cristiano II di Danimarca (Oldenburg)                      | novembre 1521    | 10 luglio 1541    | 14 giugno 1544 ascesa del marito   | 12 giugno 1545 morte del marito        | 10 dicembre 1590 | Francesco I, duca di Lorena  |
|          | Claudia di Valois                 | Enrico II di Francia (Valois)                              | 12 novembre 1547 | 19 gennaio 1559   | 19 gennaio 1559                    | 21 febbraio 1575                       | 21 febbraio 1575 | Carlo III, duca di Lorena    |
|          | Margherita Gonzaga                | Vincenzo I Gonzaga, duca di Mantova e Monferrato (Gonzaga) | 2 ottobre 1591   | 24 aprile 1606    | 14 maggio 1608 ascesa del marito   | 31 luglio 1624 morte del marito        | 7 febbraio 1632  | Enrico II, duca di Lorena    |
|          | Cristina di Salm                  | Paolo, conte di Salm (Salm)                                | maggio 1575      | 1597              | 25 novembre 1625 ascesa del marito | 1º dicembre 1625 morte del marito      | 31 dicembre 1627 | Francesco II, duca di Lorena |
|          | Nicoletta di Lorena               | Enrico II, duca di Lorena (Vaudemont)                      | 3 ottobre 1608   | 23 maggio 1621    | 1º dicembre 1625 ascesa del marito | 19 gennaio 1634 abdicazione del marito | 2 febbraio 1657  | Carlo IV, duca di Lorena     |
|          | Claudia di Lorena                 | Enrico II, duca di Lorena (Vaudemont)                      | 12 ottobre 1612  | 17 febbraio 1634  | 17 febbraio 1634                   | 2 agosto 1648                          | 2 agosto 1648    | Nicola II, duca di Lorena    |
|          | Béatrice de Cusance               | Claude François de Cusance, barone de Belvoir (Cusance)    | 27 dicembre 1614 | 9 aprile 1637     | 1661 restaurazione del marito      | 5 giugno 1663                          | 5 giugno 1663    | Carlo IV, duca di Lorena     |
|          | Marie Louise d'Aspremont          | Charles II, conte d'Aspremont (Aspremont)                  | 1651/52          | 1665              | 1665                               | 18 settembre 1675 morte del marito     | 23 ottobre 1692  | Carlo IV, duca di Lorena     |

### Aragona
| Immagine | Nome                    | Padre                                                         | Nascita          | Matrimonio       | Divenne Duchessa | Cessò di essere Duchessa         | Morte           | Marito          |
| -------- | ----------------------- | ------------------------------------------------------------- | ---------------- | ---------------- | ---------------- | -------------------------------- | --------------- | --------------- |
|          | Isabella di Chiaromonte | Tristano di Chiaromonte, conte di Copertino (Clermont-Lodeve) | 1424             | 30 maggio 1444/5 | 30 maggio 1444/5 | 27 giugno 1458 divenne Regina    | 30 marzo 1465   | Duca Ferrante   |
|          | Ippolita Maria Sforza   | Francesco I Sforza (Sforza)                                   | 18 aprile 1446   | 10 ottobre 1465  | 10 ottobre 1465  | 20 agosto 1484                   | 20 agosto 1484  | Duca Alfonso    |
|          | Trogia Gazzella         | Antonio Gazzella                                              | 1460             | -                | -                | 1511                             | 1511            | Duca Alfonso    |
|          | Germana de Foix         | Giovanni di Foix, Visconte di Narbonne (Foix-Grailly)         | 1488             | agosto 1526      | agosto 1526      | 18 ottobre 1538                  | 18 ottobre 1538 | Duca Ferdinando |
|          | Mencía de Mendoza       | Rodrigo Díaz de Vivar y Mendoza (Mendoza)                     | 30 novembre 1508 | febbraio 1540    | febbraio 1540    | 26 ottobre 1550 morte del marito | 4 gennaio 1554  | Duca Ferdinando |

Per le consorti degli eredi del Regno di Napoli tra il 1504 ed il 1747; vedi Principessa delle Asturie

### Borbone-Due Sicilie
| Immagine | Nome                       | Padre                                                | Nascita        | Matrimonio      | Divenne Duchessa | Cessò di essere Duchessa      | Morte             | Marito             |
| -------- | -------------------------- | ---------------------------------------------------- | -------------- | --------------- | ---------------- | ----------------------------- | ----------------- | ------------------ |
|          | Maria Clementina d'Austria | Leopoldo I, Granduca di Toscana (Asburgo-Lorena)     | 24 aprile 1777 | 26 giugno 1797  | 26 giugno 1797   | 15 novembre 1801              | 15 novembre 1801  | Principe Francesco |
|          | María Isabella di Spagna   | Carlo IV di Spagna (Borbone di Spagna)               | 6 luglio 1789  | 6 luglio 1802   | 6 luglio 1802    | 4 gennaio 1825 divenne Regina | 13 settembre 1848 | Principe Francesco |
|          | Maria Sofia di Baviera     | Massimiliano Giuseppe, Duca in Baviera (Wittelsbach) | 4 ottobre 1841 | 3 febbraio 1859 | 3 febbraio 1859  | 22 maggio 1859 divenne Regina | 19 gennaio 1925   | Principe Francesco |

## Duchesse di Calabria Titolari

### Borbone-Due Sicilie
| Immagine | Nome                                                         | Padre                                                      | Nascita       | Matrimonio     | Divenne Duchessa                   | Cessò di essere Duchessa        | Morte             | Marito                             |
| -------- | ------------------------------------------------------------ | ---------------------------------------------------------- | ------------- | -------------- | ---------------------------------- | ------------------------------- | ----------------- | ---------------------------------- |
|          | Maria Antonietta di Borbone-Due Sicilie, Contessa di Caserta | Principe Francesco, Conte di Trapani (Borbone-Due Sicilie) | 16 marzo 1851 | 8 giugno 1868  | 27 dicembre 1894 ascesa del marito | 26 maggio 1934 morte del marito | 12 settembre 1938 | Principe Alfonso, Conte di Caserta |
|          | Maria Ludovica Teresa di Baviera                             | Ludovico III di Baviera (Wittelsbach)                      | 6 luglio 1872 | 31 maggio 1897 | 26 maggio 1934 ascesa del marito   | 10 giugno 1954                  | 10 giugno 1954    | Principe Ferdinando Pio            |

Ad oggi non esiste alcuno Stato sovrano o nazionale che riconosce tali titoli al ramo francese-napoletano (e quintogenito) della Casa Borbone Due Sicilie, ed ogni pretesa in tal senso da parte dei Duchi di Castro è frutto solo di documentazione autoprodotta. Gli unici titoli ducheschi di Calabria, come descritto nel seguito, sono riconosciuti soltanto al ramo ispano-napoletano, e ciò mediante sentenze dell'8 marzo 1984, poi del 2012 e del 2014 da parte di autorità governative del Regno di Spagna. Anche la Repubblica Italiana riconosce i titoli ducheschi di Calabria al ramo ispano-napoletano e ciò con sentenza a latere dell'udienza del giorno 8 maggio 1961 presso il Tribunale di Napoli.
| Immagine | Nome                   | Padre                                    | Nascita          | Matrimonio     | Divenne Duchessa                 | Cessò di essere Duchessa         | Morte         | Marito          |
| -------- | ---------------------- | ---------------------------------------- | ---------------- | -------------- | -------------------------------- | -------------------------------- | ------------- | --------------- |
|          | Alice di Borbone-Parma | Elia, Duca di Parma (Borbone di Parma)   | 13 novembre 1917 | 16 aprile 1936 | 7 gennaio 1960 ascesa del marito | 3 febbraio 1964 morte del marito | 28 marzo 2017 | Infante Alfonso |
|          | Anna d'Orléans         | Principe Henri, Conte di Paris (Orléans) | 4 dicembre 1938  | 12 maggio 1965 | 12 maggio 1965                   | 5 ottobre 2015 morte del marito  | -             | Infante Carlos  |
|          | Sofía Landaluce        | José Manuel Landaluce y Domínguez        | 23 novembre 1973 | 30 marzo 2001  | 5 ottobre 2015 ascesa del marito | in carica                        | -             | Principe Pietro |